# Maria Michalk
Maria Michalk (Radibor, 6 décembre 1949) est une politicienne allemande. 